# Енніо Тардіні (стадіон)
Стадіон Енніо Тардіні (італ. Stadio Ennio Tardini) — футбольний стадіон у Пармі, Італії, розташований неподалік від центру міста. Є домашньою ареною місцевого клубу «Парма» і вміщує 27906 глядачів.

## Історія
Стадіон побудований в 1923 році і був названий на честь президента «Парми» Енніо Тардіні, який розпочав будівництво цієї арени, але помер до його завершення. Стадіон є дев'ятнадцятим за місткістю футбольним стадіоном в Італії і другим — у регіоні Емілія–Романья. Також є шостим найстаршим італійським футбольним стадіоном, який все ще використовують.
Масштабні роботи зі зміни вигляду стадіону почалися після того, як спонсором «Парми» став концерн «Пармалат». У 1990 році переобладнали центральну трибуну, в 1992 році відремонтували північні трибуни, в 1993 році побудували трибуни за південними воротами. Загалом місткість арени збільшили від 13 500 до 29 050 глядачів.
У 2006 році кількість місць зменшили до 27 906. Розширення стадіону дозволило зіграти на стадіоні кілька матчів збірної Італії, при цьому перші п'ять команда незмінно вигравала, програвши лише в шостому, 14 листопада 2012 року в товариській грі з Францією (1:2).